# Kreis Stormarn
Der Kreis Stormarn ist ein Kreis im Land Schleswig-Holstein mit Sitz in Bad Oldesloe. Er gehört zur Metropolregion Hamburg.

## Geographie
Der Kreis Stormarn grenzt im Norden an den Kreis Segeberg, im Nordosten an den Kreis Ostholstein und an die kreisfreie Stadt Lübeck, im Osten und Süden an den Kreis Herzogtum Lauenburg und im Westen an die Freie und Hansestadt Hamburg. Stormarn ist einer der sechs nördlichen Randkreise in Schleswig-Holstein, die zusammen mit den acht südlichen Randkreisen in Niedersachsen, den zwei östlichen Randkreisen in Mecklenburg-Vorpommern und der Hansestadt Hamburg die Metropolregion Hamburg bilden.
Die höchste Erhebung Stormarns ist der Kleine Hahnheider Berg mit 100 m ü. NHN.

## Geschichte
Stormarn ist der Name eines mittelalterlichen Gaues und einer späteren Grafschaft, deren Einwohner schon im 11. Jahrhundert als Stormarii (auch Stormere) bezeichnet werden.
Bis um das Jahr 600 wurde die Region vor allem von Sachsen besiedelt. Die Ostgrenze Stormarns zum heutigen Kreis Herzogtum Lauenburg stimmt in etwa mit der historischen Grenze zwischen Sachsen und Wenden der damaligen Zeit überein. Um 810 wurde der Limes Saxoniae (auch Sachsenwall genannt) als Grenze des sächsischen Stormarns zu den Abodriten festgelegt. Reste einer Ringwallanlage sind heute noch bei der Nütschauer Schanze zu finden.
Im Jahr 1111 erhielt Graf Adolf von Schauenburg Holstein, Wagrien und Stormarn als Lehen, wobei das damalige Stormarn sich noch weiter westlich als der heutige Kreis befand. Erst durch den Teilungs- und Friedensvertrag von Oldesloe wurde ab 1322 die Alster die Westgrenze Stormarns.

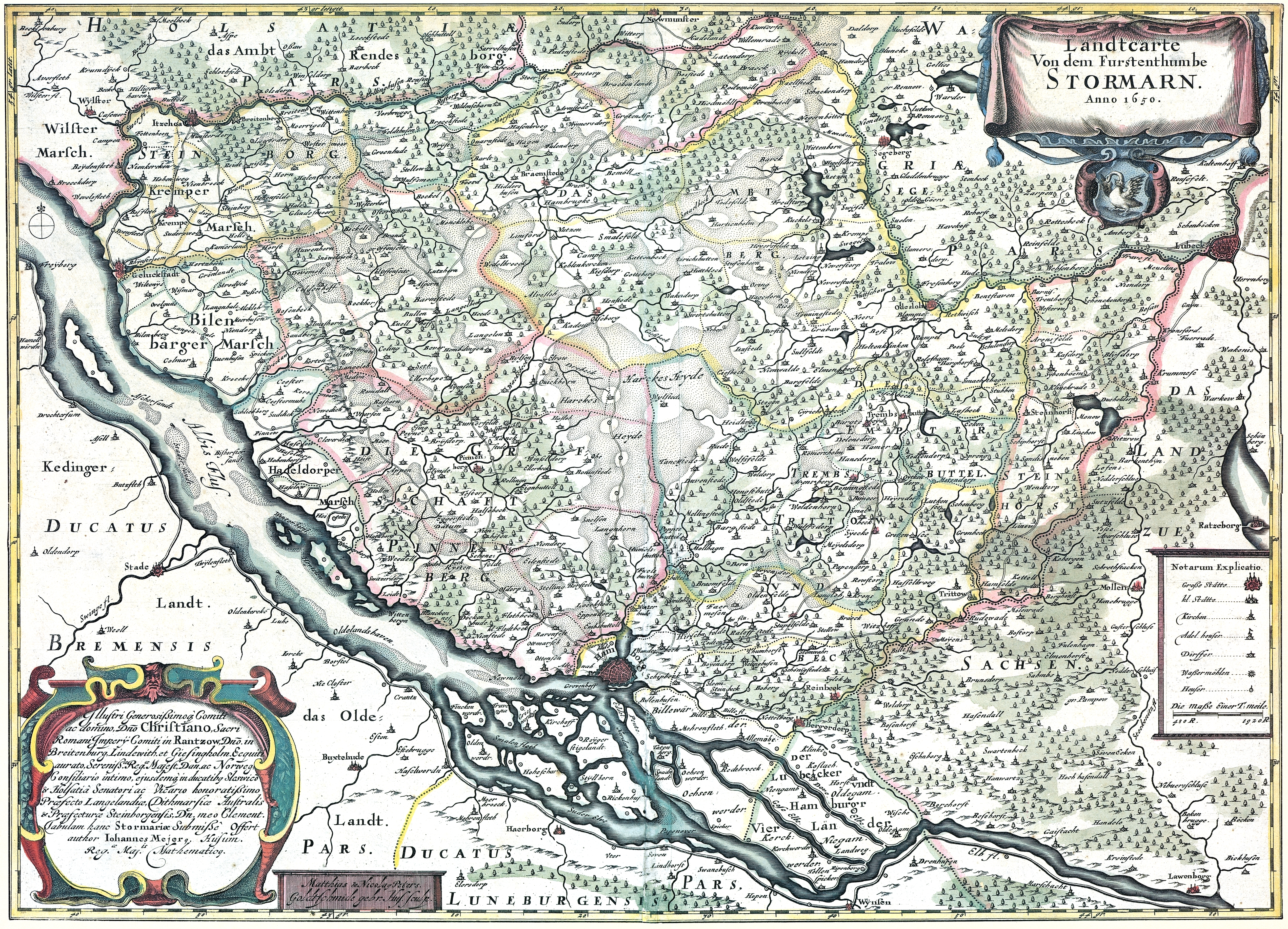
Stormarn in den Grenzen von 1650

1762 fielen die Ämter Reinfeld und Rethwisch an Dänemark, 1773 wurden ebenfalls die altstormarnischen Ämter Trittau (nicht identisch mit dem heutigen Amt Trittau), Reinbek und Tremsbüttel dänisch.
Als 1867 Schleswig-Holsteins an Preußen fiel, wurden in der Provinz Schleswig-Holstein 19 neue Kreise und ein Stadtkreis (Altona) nach preußischem Vorbild gebildet. Einer dieser Kreise war auch Stormarn. Er wurde aus den alten landesherrlichen Ämtern Reinbek, Reinfeld, Rethwisch, Tremsbüttel und Trittau (nicht identisch mit dem heutigen Amt Trittau), der Stadt Bad Oldesloe, den amtsfreien Gemeinden Wandsbek und Reinfeld, 17 Adligen Gütern und den in das Gebiet eingeschlossenen lübschen Enklaven gebildet. Verwaltungssitz war zunächst Reinbek, wobei sich die Verwaltung im Schloss Reinbek befand. Das Kreisgebiet wurde in vier Kirchspielvogteien untergliedert, denen die Landgemeinden zugeordnet waren. Die Adligen Güter wurden in Gutsbezirke umgewandelt. 1873 wurde der Kreissitz nach Wandsbek verlegt. 1901 wurde Wandsbek kreisfreie Stadt, blieb aber weiterhin Sitz der Kreisverwaltung.
1889 brachte die preußische Kommunalverfassung vom 26. Mai 1888 eine neue Kreisordnung: Anstelle der vier Kirchspielvogteien traten nunmehr 26 Amtsbezirke, in die die 127 Landgemeinden des Kreises eingeordnet wurden. Außerdem bestanden die 21 Gutsbezirke, die Stadt Oldesloe und die Flecken Wandsbek und Reinfeld als amtsfreie Gebietskörperschaften. Ebenfalls wurde eine neue Kreisberufsschule in Bad Oldesloe gegründet. Bereits seit 1844 hatte es in Bad Oldesloe eine Berufsschule gegeben. 1898 eröffnete eine Landwirtschaftsschule, die jedoch 1994 geschlossen wurde.
Am 23. Oktober 1923 wurde im Rahmen des Hamburger Aufstandes der KPD der Bürgervorsteher Bargteheides festgesetzt und die Sowjetrepublik Stormarn ausgerufen. Die Republik wurde bereits am nächsten Tag von Lübecker Soldaten niedergeschlagen.
Das Unterelbegesetz von 1927 vereinigte u. a. Lohbrügge mit Sande und schuf aus den Gemeinden Schiffbek, Öjendorf und Kirchsteinbek die neue Großgemeinde Billstedt. Die neue Gemeinde Billstedt war aber nur zehn Jahre Teil von Stormarn. Dann wurde sie 1937 mit weiteren Gemeinden (Lohbrügge, Rahlstedt, Wandsbek) infolge des Groß-Hamburg-Gesetzes nach Hamburg eingemeindet. Seinerzeit verlor der Kreis etwa die Hälfte seiner Einwohner. Der Sitz der Kreisverwaltung blieb jedoch zunächst im Stormarnhaus in Hamburg-Wandsbek. Spätestens ab den 1920er Jahren gab es daher Bestrebungen, den Kreissitz in eine Stadt innerhalb des Landkreises zu verlegen.

### NS-Zeit
Die Landräte des Kreises Stormarn in der NS-Zeit waren jeweils Anhänger des Nationalsozialismus. Als Nachfolger des entlassenen Friedrich Knutzen wurde 1933 Constantin Bock von Wülfingen der erste Landrat nach der Machtergreifung. Er war Mitglied der NSDAP, der SA und der SS. Wegen Streitigkeiten um die Verlegung des Landratssitzes von Wandsbek nach Bad Oldesloe, die von Wülfingen ablehnte, wurde er zum Jahreswechsel 1936/37 seines Amtes enthoben und wechselte in die Hamburger Verwaltung. Ihm folgte von 1937 bis 1940 Erich Keßler, ab 1933 Mitglied der SA im Rang eines Oberscharführers. Dessen Nachfolger wurde der bereits 1930 in die NSDAP eingetretene Rolf Breusing. Dieser bekleidete das Amt des Landrats von 1940 bis 1942 und 1945. Er war zudem seit 1933 Mitglied der SS, in der er im Laufe des Krieges zum SS-Obersturmführer befördert wurde. Als kommissarischer Landrat von 1943 bis 1945 wurde Rolf Carls ernannt. Carls war hochdekorierter Marineoffizier und ab 1939 Oberbefehlshaber des Marinegruppenkommandos Ost. Im Herbst 1941 beteiligten sich die ihm unterstellten Einheiten zu Beginn des Unternehmens Barbarossa an dem Überfall auf die Sowjetunion sowie an der Eroberung der Baltischen Inseln.
1943 wurde nach der Zerstörung der Gebäude der Kreisverwaltung durch Kriegseinwirkungen die Verwaltung von Wandsbek nach Bad Oldesloe verlegt. 1949 wurde Oldesloe schließlich offiziell Sitz der Kreisverwaltung.
1945 erfolgte die militärische Besetzung Stormarns durch britische Truppen vom 1. bis 3. Mai 1945. Am Nachmittag des 3. Mai begann von hier die Besetzung Hamburgs, die zuvor in der Villa Möllering bei Lüneburg vereinbart worden war. Einen Tag später unterschrieb Hans-Georg von Friedeburg im Auftrag des letzten Reichspräsidenten Karl Dönitz, der sich zuvor mit der letzten Reichsregierung in den Sonderbereich Mürwik abgesetzt hatte, die Teilkapitulation der Wehrmacht für Nordwestdeutschland, Dänemark und die Niederlande. Die Bedingungslose Kapitulation der Wehrmacht folgte am 8. Mai 1948 ersetzte die neue Kreisordnung der britischen Militärregierung die preußischen Amtsbezirke durch die neuen Ämter.

### Nachkriegszeit
1951 wählte der Stormarner Kreistag mit Erika Keck die erste Frau in Schleswig-Holstein zur Kreispräsidentin. 1952 wurde mit dem Bau eines neuen Stormarnhauses in der neuen Kreisstadt Bad Oldesloe begonnen. Das wieder aufgebaute Stormarnhaus in Wandsbek ist heute Bezirksamt des Hamburger Stadtteils. Neben dem Stormarnhaus entstanden aus Platzgründen inzwischen sechs weitere Kreisverwaltungsgebäude in Bad Oldesloe, darunter das Gebäude in der Mewesstraße von 1976, sowie die Straßenverkehrsbehörde und Zulassungsstelle im Bad Oldesloer Gewerbegebiet Rögen von 1986.
1957 gründete der Kreis die mittlerweile älteste Wirtschaftsförderungsgesellschaft in Deutschland, die „Wirtschafts- und Aufbaugesellschaft Stormarn“, WAS.
Als 1970 die neue Stadt Norderstedt aus den Stormarner Gemeinden Glashütte und Harksheide sowie den Pinneberger Gemeinden Garstedt und Friedrichsgabe gegründet wurde, verlor der Kreis einen Teil seines Gebiets, da die neue Stadt dem Kreis Segeberg zugeschlagen wurde. Ebenfalls wurde in den 1970er Jahren der Zahl der Ämter auf 5 und der amtsangehörigen Gemeinden auf 44 verringert. Daneben gibt es 6 Städte und 5 amtsfreie Gemeinden.
1991 beschlossen der Senat der Freien und Hansestadt Hamburg, die Landesregierung von Niedersachsen und die Landesregierung Schleswig-Holstein, ihre Zusammenarbeit in der Metropolregion Hamburg zu verstärken. Seitdem ist Stormarn Mitglied der Metropolregion Hamburg.
1998 war der Kreis Stormarn der erste Landkreis in Schleswig-Holstein, der seinen Landrat in einer Direktwahl wählte. Im selben Jahr startete der Kreis seinen ersten Internetauftritt.
2006 richteten die Kreise Stormarn und Herzogtum Lauenburg eine gemeinsame Rettungsleitstelle in Bad Oldesloe ein (Inbetriebnahme am 1. März 2006). 2013 schloss sich mit Einrichtung der Integrierten Rettungsleitstelle Süd für Feuerwehr, Rettungsdienst und Katastrophenschutz der Kreis Olstholstein an (Inbetriebnahme im Februar 2013).

### Einwohnerentwicklung jeweiliges Kreisgebiet
Die Einwohnerzahlen beziehen sich auf den jeweiligen Gebietsstand.
| Jahr | Einwohner | Quelle |
| ---- | --------- | ------ |
| 1867 | 62.281    | [ 7 ]  |
| 1890 | 79.570    | [ 8 ]  |
| 1900 | 96.069    | [ 8 ]  |
| 1910 | 85.851    | [ 8 ]  |
| 1925 | 97.090    | [ 8 ]  |
| 1933 | 111.460   | [ 8 ]  |
| 1939 | 67.789    | [ 8 ]  |
| 1946 | 144.056   | [ 9 ]  |
| 1950 | 146.431   | [ 8 ]  |
| 1960 | 140.400   | [ 8 ]  |
| 1970 | 157.000   | [ 10 ] |
| 1980 | 187.400   | [ 11 ] |
| 1990 | 198.600   | [ 8 ]  |
| 2000 | 217.582   | [ 12 ] |
| 2010 | 229.756   | [ 12 ] |
| 2020 | 244.989   | [ 12 ] |

### Einwohnerentwicklung heutiger Gebietsstand

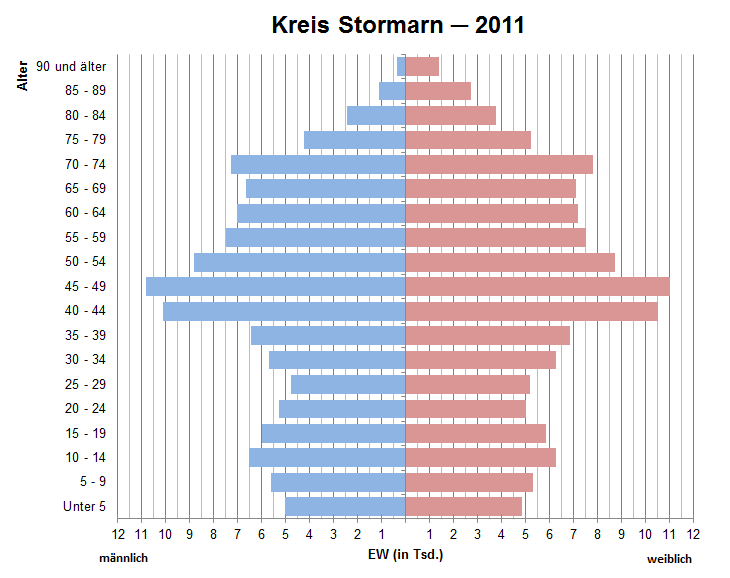
Bevölkerungspyramide für den Kreis Stormarn (Datenquelle: Zensus 2011)

Die Einwohnerzahlen bis 1970 beziehen sich auf den Gebietsstand am 27. Mai 1970.
| Jahr            | Einwohner |
| --------------- | --------- |
| 1871 (1. Dez.)  | 40.777    |
| 1885 (1. Dez.)  | 40.645    |
| 1895 (2. Dez.)  | 41.253    |
| 1905 (1. Dez.)  | 45.275    |
| 1925 (16. Juni) | 51.829    |
| 1939 (17. Mai)  | 63.449    |
| 1950 (13. Sep.) | 137.721   |

| Jahr            | Einwohner |
| --------------- | --------- |
| 1961 (6. Juni)  | 130.058   |
| 1970 (27. Mai)  | 157.043   |
| 1987 (25. Mai)  | 192.536   |
| 2002 (30. Juni) | 220.410   |
| 2007 (31. Dez.) | 226.252   |
| 2012 (31. Dez.) | 232.911   |
| 2017 (31. Dez.) | 242.472   |

### Konfessionsstatistik
Gemäß der Volkszählung 2011 waren 42,4 % der Einwohner evangelisch, 6,7 % römisch-katholisch und 50,8 % waren konfessionslos, gehörten einer anderen Glaubensgemeinschaft an oder machten keine Angabe. Der Anteil der Protestanten und Katholiken an der Gesamtbevölkerung ist seitdem jährlich um rund einen Prozentpunkt gesunken. Gemäß dem Zensus 2022 waren (Stand Mai 2022) 31,4 % der Einwohner evangelisch, 6,1 % katholisch und 62,6 % waren konfessionslos, gehörten einer anderen Glaubensgemeinschaft an oder machten keine Angabe.

## Politik

### Kreistag
Die letzten Kommunalwahlen führten zu folgenden Ergebnissen:
| Kreistagswahl Stormarn 2023 %403020100 35,120,019,88,78,32,42,11,71,00,90,1keine CDUGrüneSPDFDPAfDFWLinkeFBOBasisForum21PARTEISonst.Gewinne und Verlusteim Vergleich zu 2018 %p 2 0 −2 −4−0,8+1,1−1,8+0,3+1,7+0,5−2,2+1,7+1,0−0,3+0,1−1,2CDUGrüneSPDFDPAfDFWLinkeFBOBasisForum21PARTEISonst. | Sitzverteilung im Kreistag Stormarn seit 2023Insgesamt 66 Sitze - Linke: 1 - SPD: 13 - Grüne: 13 - Forum21: 1 - FBO: 1 - FW: 2 - FDP: 6 - CDU: 23 - Basis: 1 - AfD: 5 |

| Parteien, Wählergemeinschaften und Einzelbewerber | Parteien, Wählergemeinschaften und Einzelbewerber | % 2018 | Sitze 2018 | % 2013 | Sitze 2013 | % 2008 | Sitze 2008 | % 2003 | Sitze 2003 | % 1998 | Sitze 1998 |
| ------------------------------------------------- | ------------------------------------------------- | ------ | ---------- | ------ | ---------- | ------ | ---------- | ------ | ---------- | ------ | ---------- |
| CDU                                               | Christlich Demokratische Union Deutschlands       | 35,9   | 24         | 41,12  | 22         | 41,29  | 28         | 52,85  | 29         | 41,93  | 21         |
| SPD                                               | Sozialdemokratische Partei Deutschlands           | 21,6   | 14         | 29,97  | 16         | 27,31  | 17         | 28,98  | 15         | 43,58  | 22         |
| GRÜNE                                             | Bündnis 90/Die Grünen                             | 18,9   | 12         | 16,53  | 9          | 13,06  | 8          | 10,55  | 5          | 9,16   | 4          |
| FDP                                               | Freie Demokratische Partei                        | 8,4    | 5          | 6,19   | 3          | 10,19  | 6          | 6,37   | 3          | 5,33   | 2          |
| AfD                                               | Alternative für Deutschland                       | 6,6    | 4          | —      | —          | —      | —          | —      | —          | —      | —          |
| DIE LINKE.                                        | Die Linke                                         | 4,3    | 3          | 2,74   | 1          | 6,31   | 4          | —      | —          | —      | —          |
| FREIE WÄHLER                                      | Freie Wähler                                      | 1,9    | 1          | —      | —          | —      | —          | —      | —          | —      | —          |
| Forum 21                                          | Forum 21 politische Vereinigung in Stormarn       | 1,2    | 1          | 2,87   | 2          | 1,69   | 1          | 1,25   | 0          | —      | —          |
| FAMILIE                                           | Familien-Partei Deutschlands                      | 0,7    | 0          | —      | —          | —      | —          | —      | —          | —      | —          |
| UWA                                               | Unabhängige Wählergemeinschaft Ammersbek          | 0,5    | 0          | 0,23   | 0          | —      | —          | —      | —          | —      | —          |
| DKP                                               | Deutsche Kommunistische Partei                    | 0,0    | 0          | —      | —          | —      | —          | —      | —          | —      | —          |
| EB                                                | Einzelbewerber Kleinschmidt                       | —      | —          | 0,28   | 0          | —      | —          | —      | —          | —      | —          |
| Verbrauchersch.                                   | Verbraucherschutzpartei                           | —      | —          | 0,07   | 0          | 0,07   | 0          | —      | —          | —      | —          |
| EB                                                | Einzelbewerber Michahelles                        | —      | —          | —      | —          | 0,10   | 0          | —      | —          | —      | —          |
| gesamt                                            | gesamt                                            | 100,0  | 64         | 100,0  | 53         | 100,0  | 64         | 100,0  | 52         | 100,0  | 49         |
| Wahlbeteiligung in %                              | Wahlbeteiligung in %                              | 48,6   | 48,6       | 47,6   | 47,6       | 50,8   | 50,8       | 56,9   | 56,9       | 63,2   | 63,2       |

### Landräte
- 1868–1880: Wilhelm von Levetzau
- 1880–1887: Karl von Hollen
- 1887–1894: Detlev von Bülow, Freikonservative Partei
- 1894–1918: Joachim von Bonin, Freikonservative Partei
- 1919–1933: Friedrich Knutzen, DDP
- 1933–1936: Constantin Bock von Wülfingen, NSDAP
- 1937–1940: Erich Keßler
- 1940–1942: Rolf Breusing, NSDAP
- 1942–1943: Karl von Lamprecht (Landrat des Kreises Steinburg vertretungshalber)
- 1943–1945: Rolf Carls (kommissarisch)
- 1945: Kock (kommissarisch)
- 1945–1946: Wilhelm Paasche
- 1946: Heinrich Eckholdt
- 1946–1956: Wilhelm Siegel, SPD
- 1956–1957: Klaus von der Groeben, CDU
- 1957–1975: Wennemar Haarmann, CDU
- 1975–1989: Hans-Henning Becker-Birck, CDU
- 1990–1998: Hans Jürgen Wildberg, parteilos
- 1998–2016: Klaus Plöger, SPD
- seit 2016: Henning Görtz, CDU

### Kreispräsidenten
- 1950–1951: Otto Gramcko, SPD
- 1951–1955: Erika Keck, CDU
- 1955–1974: Friedrich Hardt, CDU
- 1974–1998: Hubert Priemel, CDU
- 1998–2003: Ursula Stielau, SPD
- 2003–2013: Christa Zeuke, CDU
- seit 2013: Hans-Werner Harmuth, CDU

### Wappen
Blasonierung: „In Rot ein nach rechts schreitender silberner Schwan in Kampfstellung mit erhobenen Flügeln und einer goldenen Krone um den Hals.“
Das Wappen ist seit dem späten 15. Jahrhundert im Siegel des dänischen Königshauses für die Landschaft Stormarn (Grafschaft, Fürstentum) nachgewiesen und gehört zu den ältesten Kreiswappen Deutschlands.

### Flagge

Flagge des Kreises Stormarn

Blasonierung: „Auf rotem Flaggentuch – beiderseits zur Stange gewendet – der weiße Stormarner Schwan mit gelber Halskrone.“

## Wirtschaft und Infrastruktur
Der Kreis Stormarn wird wirtschaftlich stark durch die beiden Nachbarstädte Hamburg und Lübeck bestimmt, er zählt in weiten Teilen (Süden und Westen) zum „Speckgürtel“ Hamburgs, was sich sowohl in der demographischen Entwicklung (Bevölkerungswachstum von 163.000 Einwohnern im Jahr 1973 auf derzeit über 220.000 Einwohner) als auch in der Ansiedelung vieler Gewerbe und Industrien bemerkbar machte. Der Nordosten des Kreises ist dagegen vor allem von Landwirtschaft geprägt.
Der Kreis zählte nach Erhebungen der GfK für die Jahre 2016 und 2017 zu den zehn kaufkraftstärksten Landkreisen Deutschlands und belegte bundesweit den zehnten Rang. Im Jahr 2018 belegte der Kreis Stormarn den Rang 17 beim bundesweiten Vergleich der Regionen. Im Zukunftsatlas 2016 belegte der Landkreis Stormarn Platz 75 von 402 Landkreisen und kreisfreien Städten in Deutschland und zählt damit zu den Landkreisen mit „hohen Zukunftschancen“.
Bereits vor 50 Jahren (23. März 1957) hatte der Kreis Stormarn die mittlerweile älteste deutsche Wirtschaftsförderungsgesellschaft gegründet – die Wirtschafts- und Aufbaugesellschaft Stormarn (WAS).
Ungünstig für die Kreisstruktur sind die langgezogene Form des Kreisgebiets einerseits und die große Bevölkerungskonzentration in den Gemeinden im Südwesten des Kreises (Reinbek, Glinde, Barsbüttel) andererseits. Dies führt oft zu langen Wegen für die Bürger. Das versucht der Kreis mittlerweile durch Verwaltungskooperationen mit den jeweiligen Stadt- und Amtsverwaltungen auszugleichen.

### Verkehr
Für den Verkehr ist die Lage des Kreises entlang der Autobahnen 1 („Vogelfluglinie“), 24 (Hamburg–Berlin), 20 (Lübeck–Rostock), 21 (Bargteheide–Kiel) bestimmend.
Auf der Schiene ist die Bahnstrecke Hamburg-Lübeck von Bedeutung, von der in Bad Oldesloe u. a. die Verbindung nach Neumünster abzweigt.
Der ÖPNV im Kreisgebiet wurde 2003 in den HVV eingegliedert. Ende 2020 hat Ioki ein On-Demand-Shuttle eingerichtet, um so genannte Einzel-Pendler-Autofahrten zu bündeln.
Größere Flughäfen in der Nähe sind Hamburg südwestlich und Lübeck-Blankensee östlich des Kreises.

### Bildung
Der Kreis Stormarn ist Träger von zwei beruflichen Schulen, einer in Ahrensburg und einer in Bad Oldesloe. Die berufliche Schule in Bad Oldesloe ist Projektschule für das Konzept „Regionale Berufsbildungszentren“, kurz RBZ. Diese sollen unabhängiger von ihrem Träger sein und viele Entscheidungen selbst treffen können. Die Schule ist bereits unternehmensartig organisiert, wodurch sie wegen verbesserter Delegation und Beteiligung der Schülerinnen und Schüler effektiver arbeiten können soll. Der Name der beruflichen Schule des Kreises in Bad Oldesloe lautet „RBZ Nordstormarn“.

## Kultur

### Baudenkmäler
- Schloss Ahrensburg
- Schloss Reinbek
- Herrenhaus Nütschau

### Tourismus
- Stormarnweg

### Sport
2021 bewarb sich der Kreis als Host Town für die Gestaltung eines viertägigen Programms für eine internationale Delegation der Special Olympics World Summer Games 2023 in Berlin. 2022 wurde er als Gastgeber für Special Olympics Tadschikistan ausgewählt. Damit wurde er Teil des größten kommunalen Inklusionsprojekts in der Geschichte der Bundesrepublik mit mehr als 200 Host Towns.

## Gemeinden
(Einwohner am 31. Dezember 2024)
| Amtsfreie Gemeinden | Amtsfreie Gemeinden                                                           | Amtsfreie Gemeinden                                                                          |
| --- | ----------------------------------------------------------------------------- | -------------------------------------------------------------------------------------------- |
| - 1. Ahrensburg, Stadt (34.534) - 2. Ammersbek (9991) - 3. Bad Oldesloe, Stadt (24.846) - 4. Bargteheide, Stadt (16.245) | - 5. Barsbüttel (13.302) - 6. Glinde, Stadt (18.681) - 7. Großhansdorf (9469) | - 8. Oststeinbek (8961) - 9. Reinbek, Stadt (28.274) - 10. Reinfeld (Holstein), Stadt (9107) |

Ämter mit amtsangehörigen Gemeinden (* = Sitz der Amtsverwaltung)
| - 1. Amt Bad Oldesloe-Land (11.580) [Sitz: Bad Oldesloe] 1. Grabau (755) 2. Lasbek (1254) 3. Meddewade (896) 4. Neritz (334) 5. Pölitz (1256) 6. Rethwisch (1169) 7. Rümpel (1350) 8. Steinburg (2758) 9. Travenbrück (1808) - 2. Amt Bargteheide-Land (14.683) [Sitz: Bargteheide] 1. Bargfeld-Stegen (2984) 2. Delingsdorf (2186) 3. Elmenhorst (2808) 4. Hammoor (1290) 5. Jersbek (1791) 6. Nienwohld (483) 7. Todendorf (1237) 8. Tremsbüttel (1904) | - 3. Amt Nordstormarn (11.257) [Sitz: Reinfeld (Holstein)] 1. Badendorf (938) 2. Barnitz (849) 3. Feldhorst (547) 4. Hamberge (1854) 5. Heidekamp (518) 6. Heilshoop (546) 7. Klein Wesenberg (759) 8. Mönkhagen (647) 9. Rehhorst (718) 10. Wesenberg (1637) 11. Westerau (778) 12. Zarpen (1466) - 4. Amt Siek (10.481) 1. Braak (946) 2. Brunsbek (1801) 3. Hoisdorf (3479) 4. Siek* (2436) 5. Stapelfeld (1819) | - 5. Amt Trittau (19.092) 1. Grande (700) 2. Grönwohld (1489) 3. Großensee (1807) 4. Hamfelde (520) 5. Hohenfelde (50) 6. Köthel (324) 7. Lütjensee (3285) 8. Rausdorf (224) 9. Trittau* (9170) 10. Witzhave (1523) |

Die Gemeinde Tangstedt (6471 Einwohner) wird vom Amt Itzstedt, Kreis Segeberg verwaltet.

### Büttenwarder
In seinem Internetauftritt führt der Kreis eine weitere Gemeinde: Büttenwarder (nach der Fernsehserie Neues aus Büttenwarder) wird dort als virtuelle Gemeinde mit der Postleitzahl 22999 geführt.

## Ehemalige Gemeinden
Die folgenden Gemeinden des Kreises Stormarn wurden während seines Bestehens in andere Gemeinden eingegliedert oder schieden aus dem Kreis aus:
| Gemeinde                        | eingemeindet nach      | Datum              |
| ------------------------------- | ---------------------- | ------------------ |
| Ahrensfelde                     | Ahrensburg             | 1. Februar 1974    |
| Ahrensfelde (Ksp. Siebenbäumen) | Westerau               | 30. September 1928 |
| Alt-Rahlstedt                   | Rahlstedt              | 1. Juli 1927       |
| Altenweide                      | Rethwisch              | 30. September 1928 |
| Bargfeld                        | Bargfeld-Stegen        | 30. September 1928 |
| Barkhorst                       | Lasbek                 | 1. Februar 1974    |
| Beimoor                         | Ahrensburg             | 30. September 1928 |
| Benstaben                       | Barnitz                | 1. Januar 1978     |
| Bergstedt                       | Hamburg                | 1. April 1937      |
| Billstedt                       | Hamburg                | 1. April 1937      |
| Boberg                          | Lohbrügge              | 1. Juli 1929       |
| Boden                           | Rethwisch              | 30. September 1928 |
| Bramfeld                        | Hamburg                | 1. April 1937      |
| Bünningstedt                    | Ammersbek              | 1. Januar 1978     |
| Dahmsdorf                       | Zarpen                 | 1. Januar 1975     |
| Duvenstedt                      | Hamburg                | 1. April 1937      |
| Eichede                         | Steinburg              | 1. Januar 1978     |
| Fischbek                        | Elmenhorst             | 1. Januar 1978     |
| Glashütte                       | Norderstedt            | 1. Januar 1970     |
| Groß Barnitz                    | Barnitz                | 1. April 1970      |
| Groß Wesenberg                  | Wesenberg              | 1. Januar 1978     |
| Hansfelde                       | Hamberge               | 1. Januar 1974     |
| Harksheide                      | Norderstedt            | 1. Januar 1970     |
| Havighorst bei Bad Oldesloe     | Feldhorst              | 1. Januar 1978     |
| Havighorst bei Reinbek          | Oststeinbek            | 1. Januar 1974     |
| Hinschenfelde                   | Wandsbek               | 1. Oktober 1900    |
| Hoisbüttel                      | Ammersbek              | 1. Januar 1978     |
| Hummelsbüttel                   | Hamburg                | 1. April 1937      |
| Jenfeld                         | Wandsbek               | 1. Juli 1927       |
| Kirchsteinbek                   | Billstedt              | 2. Februar 1928    |
| Klein Barnitz                   | Barnitz                | 1. April 1970      |
| Klein Hansdorf                  | Jersbek                | 1. Januar 1978     |
| Klein Schenkenberg              | Klein Wesenberg        | 1. Januar 1974     |
| Kremerberg                      | Ahrensfelde            | 1. Juli 1929       |
| Kronshorst                      | Brunsbek               | 1. Januar 1974     |
| Langelohe                       | Brunsbek               | 1. Januar 1974     |
| Lasbek-Dorf                     | Lasbek                 | 1. Februar 1974    |
| Lasbek-Gut                      | Lasbek                 | 1. Februar 1974    |
| Lemsahl-Mellingstedt            | Hamburg                | 1. April 1937      |
| Lohbrügge                       | Hamburg                | 1. April 1937      |
| Lokfeld                         | Barnitz                | 1. April 1970      |
| Meiendorf                       | Rahlstedt              | 1. Juli 1927       |
| Meilsdorf                       | Siek                   | 1. Januar 1974     |
| Mollhagen                       | Steinburg              | 1. Januar 1978     |
| Mönkenbrook                     | Elmenhorst             | 1. April 1927      |
| Neu-Rahlstedt                   | Rahlstedt              | 1. Juli 1927       |
| Neuhof                          | Reinfeld (Holstein)    | 15. Oktober 1925   |
| Niendorf                        | Mönkhagen              | 1. Januar 1948     |
| Oetjendorf                      | Hoisdorf               | 1. Januar 1978     |
| Ohe                             | Schönningstedt         | 30. September 1928 |
| Öjendorf                        | Billstedt              | 2. Februar 1928    |
| Oldenfelde                      | Rahlstedt              | 1. Juli 1927       |
| Papendorf                       | Brunsbek               | 1. Januar 1974     |
| Pöhls                           | Rehhorst               | 1. Januar 1978     |
| Poppenbüttel                    | Hamburg                | 1. April 1937      |
| Rahlstedt                       | Hamburg                | 1. April 1937      |
| Ratzbek                         | Wesenberg              | 1. Januar 1978     |
| Rethwischdorf                   | Rethwisch              | 30. September 1928 |
| Rethwischfeld                   | Bad Oldesloe           | 1. Januar 1972     |
| Rohlfshagen                     | Rümpel                 | 1. Januar 1978     |
| Sande                           | Lohbrügge              | 1. Juli 1929       |
| Sasel                           | Hamburg                | 1. April 1937      |
| Schiffbek                       | Billstedt              | 2. Februar 1928    |
| Schlamersdorf                   | Travenberg             | 1. April 1970      |
| Schmachthagen                   | Schulenburg            | 30. September 1928 |
| Schönningstedt                  | Reinbek                | 1. Januar 1974     |
| Schulenburg                     | Pölitz                 | 1. Januar 1976     |
| Sehmsdorf                       | Bad Oldesloe           | 1. August 1976     |
| Sprenge                         | Steinburg              | 1. Januar 1978     |
| Steensrade                      | Rethwisch              | 30. September 1928 |
| Stegen                          | Bargfeld-Stegen        | 30. September 1928 |
| Steilshoop                      | Hamburg                | 1. April 1937      |
| Steinfeld                       | Feldhorst              | 1. Januar 1978     |
| Steinhof                        | Reinfeld (Holstein)    | 15. Oktober 1925   |
| Stellau                         | Barsbüttel             | 1. Januar 1974     |
| Stemwarde                       | Barsbüttel und Reinbek | 1. Januar 1974     |
| Stubbendorf                     | Wesenberg              | 1. Januar 1978     |
| Sühlen                          | Travenberg             | 1. April 1970      |
| Timmerhorn                      | Jersbek                | 1. Januar 1978     |
| Tonndorf-Lohe                   | Wandsbek               | 1. Juli 1927       |
| Tralau                          | Travenbrück            | 1. Januar 1978     |
| Tralauerholz                    | Rethwisch              | 30. September 1928 |
| Travenberg                      | Travenbrück            | 1. Januar 1978     |
| Treuholz                        | Rethwisch              | 30. September 1928 |
| Vinzier                         | Tralau                 | 30. September 1928 |
| Vorburg                         | Tremsbüttel            | 30. September 1928 |
| Wandsbek, Stadt                 | kreisfrei              | 1. April 1901      |
| Wellingsbüttel                  | Hamburg                | 1. April 1937      |
| Willendorf                      | Rehhorst               | 1. Januar 1978     |
| Willinghusen                    | Barsbüttel             | 1. Januar 1974     |
| Wilstedt                        | Tangstedt              | 1. April 1970      |
| Wulfsdorf                       | Ahrensburg             | 30. September 1928 |
| Wulksfelde                      | Tangstedt              | 1. April 1970      |

Bis zu ihrer Auflösung in den 1920er Jahren gab es im Kreis Stormarn außerdem eine Reihe von Gutsbezirken.

## Schutzgebiete
Im Landkreis befinden sich 17 ausgewiesene Naturschutzgebiete (Stand Februar 2017).

## Kfz-Kennzeichen
Am 1. Juli 1956 wurde dem Kreis bei der Einführung der bis heute gültigen Kfz-Kennzeichen das Unterscheidungszeichen OD (Bad Oldesloe) zugewiesen. Es wird durchgängig bis heute ausgegeben.